# Децентрализация на Украине
Реформа децентрализации на Украине — комплекс изменений в существующее по состоянию на начало 2014 года законодательство Украины, основной целью которого является передача значительных полномочий и бюджетов от государственных органов органам местного самоуправления. Комплекс мероприятий по реформе децентрализации стартовал в 2014 году, вскоре после Евромайдана, и получил название «Национальный проект „Децентрализация“» (укр. «Національний проект „Децентралізація“»). По разным оценкам, считается самой успешной из украинских реформ.
Реформа децентрализации предусматривает осуществление следующих изменений:
- Усиление местного самоуправления;
- Изменение положений об административно-территориальном устройстве;
- Закрепление «принципа вездесущности» (землями по территории населенных пунктов распоряжаются органы местного самоуправления);
- Гарантия наделения местного самоуправления достаточными полномочиями и ресурсами;
- Учёт исторических, экономических, экологических и культурных особенностей при планировании развития территориальных общин (громад);
- Передача «на места» максимального количества полномочий, которые органы местного самоуправления способны выполнить;
- В перспективе — ликвидация местных и районных государственных администраций, создание объединённых территориальных общин (громад), введение института префектов.

## История процесса децентрализации на Украине
После обретения Украиной независимости в 1991 году государство постепенно предпринимало некоторые шаги для развития местного самоуправления и предоставления больших полномочий регионам. Так, в 1997 году Украина ратифицировала Европейскую хартию местного самоуправления, а в течение нескольких последующих лет был принят ряд нормативно-правовых актов, которые разграничивали и устанавливали полномочия отдельных регионов страны. В частности, такими актами стали Конституция Автономной Республики Крым, Закон Украины «О местных государственных администрациях», Закон Украины «О местном самоуправлении в Украине» и Закон Украины «О столице Украины — городе-герое Киеве». Однако все дискуссии и мероприятия, касающиеся реорганизации системы публичной власти в государстве в целом, как правило, всегда касались перераспределения полномочий на национальном уровне: Президент — Парламент — Правительство или передачи полномочий от органов местного самоуправления на уровень районных государственных администраций. Это обосновывалось неспособностью органов местного самоуправления эффективно выполнять предоставленные законом полномочия.
После политических событий 2013—2014 годов новое правительство начало национальный проект «Децентрализация», приняв 1 апреля 2014 года Концепцию реформирования местного самоуправления и территориальной организации власти на Украине. Правительство Владимира Гройсмана, в свою очередь, определило поддержку реформы децентрализации как одну из своих приоритетных задач.

## Содержание реформы
Главной целью реформы является передача значительной части полномочий, ресурсов и ответственности от органов исполнительной власти органам местного самоуправления. Кроме законодательных изменений по делегированию полномочий, реформа предусматривает изменение роли районов и их укрупнение: вместо нескольких десятков районов в каждой области будет создано около 100 районов во всех областях в целом. Уровнем ниже будет находиться новая административная единица — объединённая территориальная община (громада) — объединение ряда сёл, посёлков или городов. Концепция заключается в объединении сёл в крупные территориальные общины (громады), чтобы передать таким образованиям широкую финансовую и управленческую автономию. В каждом селе с населением более 50 человек будет выбран староста, представитель власти в деревне. Кроме этого, в перспективе планируется введение института префектов, которые будут осуществлять надзор за соблюдением Конституции и законов Украины органами местного самоуправления на вверенной им территории.

### Изменения в Конституцию Украины
С целью эффективной реализации реформы и во избежание противоречий между Конституцией с одной стороны и законами и подзаконными актами — с другой, а также с целью дальнейшей имплементации Европейской хартии местного самоуправления, был разработан соответствующий законопроект о внесении изменений в Конституцию Украины. Этот законопроект должен способствовать уходу от централизованной модели управления государством и усилению роли местных властей и населения в развитии своего региона. Законопроект № 2217 был разработан специально созданной для этого Конституционной комиссией, а затем он получил положительное заключение от Венецианской комиссии.
Проект Закона не предусматривает особого статуса для отдельных районов Донбасса, зато проект предусматривает возможность специфического порядка осуществления местного самоуправления в отдельных административно-территориальных единицах Донецкой и Луганской областей.
Реформа не означает ослабление роли центральной власти в таких вопросах, как оборона, внешняя политика, национальная безопасность, верховенство права, соблюдение гражданских свобод. Президент имеет право распустить органы местного самоуправления в случае, если те будут нарушать суверенитет и территориальную целостность Украины.
В первом чтении изменения в Конституцию поддержали 265 депутатов. 9 сентября 2015 на заседании Совета регионов Президент Украины Пётр Порошенко заявил, что внесение изменений в Конституцию будут зависеть от выполнения Минских соглашений и в случае введения военного положения Конституция не будет изменяться.

### Административная реформа
Реформа децентрализации предусматривает создание нового звена в системе административного устройства Украины путём появления новой административно-территориальной единицы — объединённой территориальной общиной (громадой, сокр. ОТО или ОТГ). Они образуются в результате добровольного объединения смежных территориальных общин (громад) сёл, посёлков, городов и в соответствии с Законом Украины «О добровольном объединении территориальных громад». Добровольное объединение позволяет органам местного самоуправления получить новые полномочия и ресурсы, которые ранее имели города областного значения.
После объединения нескольких населённых пунктов, ОТО (ОТГ) становится правопреемником всего имущества, прав и обязанностей территориальных громад, которые объединились, а также осуществляется реорганизация сельских, поселковых и городских советов. Граждан, проживающих на территории ОТО, после объединения представляют новоизбранные голова, депутатский корпус и исполнительные органы совета общины (громады).
Процесс создания ОТО (ОТГ) шел постепенно, первые объединённые общины (громады) появились на Украине в 2015 году. В 2015 году было создано 159 объединенных громад, по итогам 2016 года их количество уже составляла 366 громад, а по данным на 10 ноября 2017 было создано 665 ОТО (ОТГ). По состоянию на январь 2019 года, на Украине было создано 876 объединённых общин (громад), из которых 69 ожидало назначение первых выборов. Общее количество лиц, проживающих на территории ОТО (ОТГ), в январе 2019 года составило 9 млн человек (25 % от всего населения Украины).
В ходе реформы общины (громады) получили более широкие полномочия, ресурсы и ответственность, а благодаря изменениям в законодательстве увеличился и перечень услуг, которые могут предоставляться на местах. Соответственно, жители объединенных общин (громад) ожидают от своей власти удобных и качественных административных услуг. При поддержке донорских программ, в ОТО (ОТГ) начинают открываться современные центры предоставления административных услуг (укр. ЦНАП) — помещение, где по принципу «единого окна» можно получить необходимые административные услуги. В реализации открытие центров в ООТ (ОТГ) часто способствуют международные доноры и программы, такие как Представительство Европейского союза на Украине, «U-LEAD с Европой», USAID и др.
17 июля 2020 года Верховной радой принято новое деление регионов на районы за счёт объединения бывших городских советов (областного значения) и бывших районов в укрупнённые районы. Последние в свою очередь стали делиться на территориальные общины (громады): городские, поселковые и сельские.

### Финансовая реформа
После внесенных 1 января 2015 г. изменений в Налоговый и Бюджетный кодексы, местное самоуправление получило больше возможностей, полномочий и соответствующих финансовых ресурсов для повышения экономической состоятельности.
Объединенные общины (громады), в частности, распоряжаются:
- 60 % налога на доходы физических лиц
- 100 % налога на имущество
- 100 % единого налога
- 5 % акцизного налога с розничной торговли (табак, алкоголь, нефтепродукты)
- 100 % налога на прибыль учреждений коммунальной собственности ОТГ
- 100 % платежей за предоставление административных услуг
- 25 % экологического налога
- другими сборами и платежами, межбюджетных трансфертов и поступлениями в рамках программ и пособий[16][17][18].

Государство на уровне центральных органов власти активно поддерживает процесс объединения территориальных громад. Для этого из государственного бюджета выделяются субвенции, в частности на развитие сельской медицины, социально-экономическое развитие территорий и тому подобное. Так, для ОТГ в 2018 году было предусмотрено 1,9 млрд грн субвенций на формирование инфраструктуры — эта сумма за два года выросла почти вдвое (в 2016 г. объём субвенций составил 1 млрд грн). Важно, что после объединения территориальные громады переходят на прямые межбюджетные отношения с государственным бюджетом (до реформы такие отношения были только у областных и районных бюджетов, а также у бюджетов городов областного значения). Кроме этого, громады могут утверждать местные бюджеты независимо от даты принятия Закона «О государственном бюджете».
По первым результатам, собственные доходы местных бюджетов с 2014 по 2017 год выросли более чем на 124 млрд гривен. По результатам первых 10 месяцев 2018 года, доходы местных бюджетов выросли на 34,2 млрд грн (или на 22 %) по сравнению с аналогичным периодом прошлого года и составили 189,4 млрд грн, а ожидаемый в 2019 году рост достигнет показателя в 15 % (до 291 млрд грн).

## Эффективность реформы
За время проведения реформы собственные доходы местных бюджетов выросли более чем вдвое: с 68,6 млрд грн в 2014 году до 146,6 млрд грн по итогам 2016 года. Кроме этого, ОТГ активно выполняют процесс бюджетообразования: за первые 10 месяцев 2017 года уровень роста выполнения собственных доходов в ОТГ составил 80 %, в то время, как по всей Украине он достиг лишь 31,8 %. В дополнение к этому, показатель расходов бюджета развития на 1 человека за январь-сентябрь 2017 вырос на 22,5 % по сравнению с соответствующим периодом 2016 (для примера: в громадах, где не было создано ОТГ, рост произошел только на 50 % процентов).
Государство активно поддерживает процесс децентрализации властных полномочий и передачу большего количества власти громадам: так, с 2014 по 2017 год государственные поддержка на развитие территориальных громад и развитие их инфраструктуры выросла в 30 раз, с 0,5 млрд грн до 14,9 млрд грн.

## Восприятие реформы населением
Согласно социологическому исследованию, которое в середине 2015 года провёл Киевский международный институт социологии, большинство населения Украины воспринимают возможные последствия реформы децентрализации и в контексте Украины в целом, и в контексте своих населённых пунктов положительно или нейтрально.
Согласно исследованию, проведенному швейцарским проектом DESPRO в 2016 г., большинство опрошенных осознает положительное значение реформы для местного развития и желающих участвовать в хозяйствовании на местном уровне.
Опрос, проведённый в 2016 году фондом «Демократические инициативы» им. Илька Кучерива, также показал позитивное восприятие реформы децентрализации на Украине: согласно исследованию, лишь 23 % опрошенных лиц заявили о том, что они не поддерживают ход и процесс реформы. Опрос также показал высокую осведомленность украинцев о реформе: 66 % опрошенных заявило, что они знакомы с реформой децентрализации.
По данным исследования, опубликованного в 2019 году Киевским международным институтом социологии, 58 % жителей Украины убеждены, что реформа децентрализации нужна, среди жителей ОТГ этот показатель достиг 63 %. За период с 2015 года, поддержка жителями сёл и пгт. процесса объединения общин выросла с 21,6 % в 2015 до 36,5 % в 2018 году. Также 73 % опрошенных заявили, что они заметили положительные изменения в своем населённом пункте после объединения в ОТГ. Почти 80 % опрошенных заявило, что они знакомы с реформой децентрализации.

## Критика
Несмотря на в целом позитивное восприятие реформы громадами в регионах Украины, главы объединённых территориальных громад отмечали наличие определенных существенных недостатков в её текущем виде. Среди основных замечаний по поводу реформы называли наличие «пробелов» в законодательстве, отсутствие практического опыта и навыков в управлении громадой, а также проблемы в отношениях с областными или районными государственными администрациями. Сейчас[когда?] на рассмотрении Верховной Рады находится несколько законопроектов, призванных ликвидировать несовершенства законодательства в бюджетных отношениях, территориальных и финансовых сферах. Среди опасностей более глобального плана ведущей является возможность образования в значительной степени неподконтрольных государству региональных образований.